# Speedtest.net
Speedtest.net, известна също като Speedtest by Ookla, е уеб услуга, която предоставя безплатен анализ на показателите за ефективност на достъпа до интернет, като например скоростта на предаване на данни и латентността на връзката. Това е водещият продукт на Ookla, компания за уеб тестване и мрежова диагностика, основана през 2006 г. и разположена в Сиатъл, Вашингтон, САЩ.
Услугата измерва скоростта и латентността (забавянето) на интернет връзката спрямо някой от около 11-те хиляди сървъра, разпръснати по света (към август 2021 г.). Всеки тест измерва скоростта в посоката на изтегляне на данни, т.е. от сървъра към потребителския компютър, и скоростта на качване на данни, т.е. от компютъра на потребителя към сървъра. Тестовете се извършват в уеб браузъра на потребителя или в приложенията. Към септември 2018 г. са извършени над 21 милиарда тестове за скорост.
Тестовете преди са извършвани с помощта на протокола за пренос на хипертекст (HTTP) на слой 7 на OSI модела. За допълнително подобряване на точността Speedtest.net сега извършва тестове чрез интернет сокети от директния протокол за обмен на информация (TCP) и използва персонализиран протокол за комуникация между сървъри и клиенти.
Сайтът предлага и подробна статистика въз основа на резултатите от тестовете. Тези данни се използват в многобройни публикации при анализа на скоростта на данни за достъп до интернет по целия свят.